# Anomala bleusei
Anomala bleusei är en skalbaggsart som beskrevs av Chobaut 1896. Anomala bleusei ingår i släktet Anomala och familjen Rutelidae. Inga underarter finns listade i Catalogue of Life.